# Всеукраїнська асоціація працівників професійно-технічної освіти
Всеукраїнська асоціація працівників професійно-технічної освіти (ВАПП) — добровільна громадська організація, яка для реалізації спільних інтересів об'єднує колективи навчальних закладів, які займаються підготовкою робітничих кадрів. Створена рішенням Всеукраїнської установчої конференції працівників професійно-технічної освіти 27 квітня 1995 року. Легалізована в установленому чинним законодавством порядку (Свідоцтво № 668 від 14 липня 1995 року, видане Міністерством юстиції України). Основу ВАПП складають первинні осередки, створені в навчальних закладах, які готують робітничі кадри, асоціація АР Крим, міські та обласні асоціації.
Основною метою діяльності ВАПП є забезпечення соціального захисту працівників та учнів професійно-технічної школи та сприяння збереженню, розвитку та оновленню системи підготовки робітничих кадрів.
З 2005 року по 2015 рік Садовий Микола Ілліч очолював Всеукраїнську асоціацію працівників професійно-технічної освіти України
Президентом Асоціації з 6 жовтня 2017 року є Вітко Артем Леонідович
Сайт ВАПП — vapp.com.ua [Архівовано 3 березня 2018 у Wayback Machine.]

### Здобутки Асоціації
За участю ВАПП досягнуто створення необхідної законодавчої бази для функціонування професійно-технічної освіти: у 1998 році Верховною Радою України прийнято Закон України «Про професійно-технічну освіту» — перший в Україні Закон прямої дії в галузі освіти. В 2003 році прийняті зміни до законів України з питань професійно-технічної освіти. Удосконалення законодавства в питаннях професійно-технічної освіти має продовження в даний час.
Під впливом громадськості поступово підвищується рівень фінансування освіти, в тому числі профтехосвіти, з державного бюджету України по відношенню до ВВП: 2000 р. — 3,19 %, 2005 р. — 5,22 %, 2006 р. — 5,59 %, 2007 р.(план) — 5,72 %. Це означає, що поступово зростає рівень заробітної плати педагогічних та інших працівників, стипендій учнів, видатків держави на комп"ютерізацію навчального процесу, на оновлення навчально-матеріальної бази для підготовки робітників, проведення ремонтів дахів, гуртожитків, систем опалення та водопостачання.
Також 8 листопада 2017 року народним депутатом України, президентом ВАПП Артемом Вітком було зареєстровано законопроєкт про відновдення державного фінансування системи професійно-техніної освіти України